# Jan Gerritsz van Bronckhorst

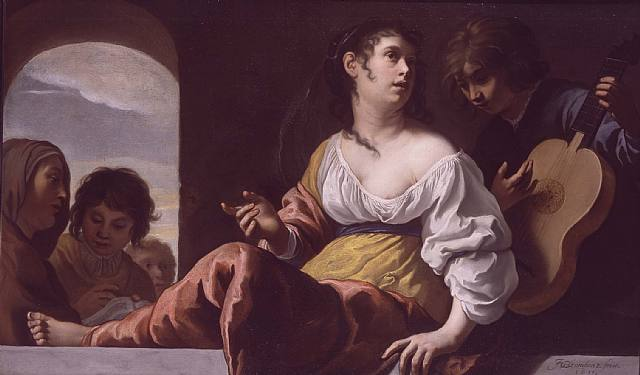
Jan Gerritszon van Bronckhorst, "Muzikaal gezelschap aan een balustrade".

Jan Gerritsz van Bronckhorst, född 1603 och död 1661, var en holländsk konstnär.
Brockhorst tillhörde Utrechtskolan, och var senare verksam i Amsterdam. Van Bronckhorst var lärjunge till Cornelius van Poelenburgh och målade i början i dennes stil landskap med små figurer. Han övergick sedan till större figurframställningar. En bild av aposteln Lukas i halvfigur fanns tidigare på Boo slott.